# Martin Schmidt (Fußballspieler)
Martin Schmidt (* 24. Mai 1983 in Heilbronn) ist ein ehemaliger deutscher Fußballspieler.

## Karriere
Bis 2004 spielte Schmidt für den FC Heilbronn. Dann wechselte er in die Oberliga Baden-Württemberg zum FV Lauda. Nach einem Jahr wechselte er innerhalb der Liga zum TSV Crailsheim. 2009 ging er zum Drittligisten Wacker Burghausen, bei dem er jedoch nur acht Spiele bestritt. Ein Jahr später ging er zurück in die Oberliga zum FSV Hollenbach, wo er 2017 seine Laufbahn beendete.